# Коштеју (Тимиш)
Коштеју (рум. Coşteiu) насеље је у Румунији у округу Тимиш у општини Коштеју. Oпштина се налази на надморској висини од 114 m.

## Прошлост
По "Румунској енциклопедији" место се помиње 1597. године.
Аустријски царски ревизор Ерлер је 1774. године констатовао да место "Силха" припада округу и дистрикту Лугож. Становништво је било претежно влашко.
Када је 1797. године пописан православни клир Темишварске епархије, јавља се Велики Коштеј као парохија, са филијалом Мали Коштеј. Записани су тада свештеници: парох поп Драгој Мартинов (рукоп. 1789), поп Георгије Петровић (1790) и капелан поп Манојло Поповић (1796). Само је поп Георгије знао српски и румунски; остали само румунски језик.

## Становништво
Према подацима из 2002. године у насељу је живело 3830 становника.

### Попис2002.
| Расподела становништва по националности 2002.‍ | Расподела становништва по националности 2002.‍ | Расподела становништва по националности 2002.‍ | Расподела становништва по националности 2002.‍ | Расподела становништва по националности 2002.‍ |
| --------------------------------------------- | --------------------------------------------- | --------------------------------------------- | --------------------------------------------- | --------------------------------------------- |
|                                               |                                               |                                               |                                               |                                               |
| Румуни                                        | Румуни                                        |                                               | 3.171                                         | 83,0%                                         |
| Мађари                                        | Мађари                                        |                                               | 501                                           | 13,1%                                         |
| Роми                                          | Роми                                          |                                               | 132                                           | 3,5%                                          |
| Украјинци                                     | Украјинци                                     |                                               | 6                                             | 0,2%                                          |
| Немци                                         | Немци                                         |                                               | 12                                            | 0,3%                                          |

### Хронологија
| Година       | 1992 | 1993 | 1994 | 1995 | 1996 | 1997 | 1998 | 1999 | 2000 | 2001 | 2002 | 2003 | 2004 | 2005 | 2006 | 2007 | 2008 | 2009 | 2010 | 2011 | 2012 | 2013 | 2014 | 2015 | 2016 | 2017 |
| ------------ | ---- | ---- | ---- | ---- | ---- | ---- | ---- | ---- | ---- | ---- | ---- | ---- | ---- | ---- | ---- | ---- | ---- | ---- | ---- | ---- | ---- | ---- | ---- | ---- | ---- | ---- |
| Становништво | 3637 | 3647 | 3623 | 3612 | 3608 | 3595 | 3582 | 3558 | 3567 | 3582 | 3603 | 3621 | 3650 | 3651 | 3696 | 3730 | 3808 | 3820 | 3823 | 3834 | 3860 | 3845 | 3872 | 3883 | 3839 | 3831 |